# Sam Tinnesz
Sam Tinnesz (* 12. April 1985) ist ein US-amerikanischer Musiker und Singer-Songwriter. Er ist dem Genre Alternative/Indie-Rock zuzuordnen.

## Leben
Sam Tinnesz lebt in Nashville, Tennessee und ist bei der Alternative Distribution Alliance der Warner Music Group unter Vertrag. Die Songs von Tinnesz wurden über 100 Millionen Mal gestreamt. Seine Spotify-Reichweite beträgt jeden Monat knapp 4 Millionen Zuhörer.
Tinnesz war in dem Song Don’t Give Up On Love mit Kygo zu sehen, der am 12. Juni 2020 eine Billboard-Spitzenposition von 35 erreichte und 2 Wochen in den Charts verbrachte.
Er schrieb und nahm den Song Better Together mit Unsecret über Zoom während der Quarantäne am 8. April 2020 auf.
Seine Musik wurde in Charmed, Batwoman, Love Island, American Ninja Warrior, The Hills: New Beginnings, So You Think You Can Dance, The Society, The Challenge, World of Dance, Siesta Key, Riverdale, Quantico und anderen gezeigt.
Tinnesz ist ein Gamer. Sein Song Wolves wurde in einem Werbespot für Apex Legends verwendet und sein Song Fire It Up (feat. Ruelle) wurde im Xbox E3-Trailer 2019 verwendet.

## Zusammenarbeiten
Sam Tinnesz hat mit Ruelle, Fleurie, Tommee Profitt, Kygo, Banners, Daniella Mason, Manafest und Our Last Night zusammengearbeitet.

## Diskografie
Alben
- 2017: Babel[7]
- 2018: Babel: The Ruins[8]
- 2020: Warplanes[9]
- 2020: White Doves[10]
- 2020: White Doves + Warplanes (Deluxe)[11]

## Auszeichnungen für Musikverkäufe
| Silberne Schallplatte - Vereinigtes Königreich - 2024: für die Single Play with Fire Goldene Schallplatte - Vereinigte Staaten - 2023: für die Single Legends Are Made | Platin-Schallplatte - Polen - 2024: für die Single Play with Fire - Vereinigte Staaten - 2023: für die Single Play with Fire |

| Land/RegionAuszeichnungen für Musikverkäufe (Land/Region, Auszeichnungen, Verkäufe, Quellen) | Silber  | Gold  | Platin     | Verkäufe  | Quellen   |
| -------------------------------------------------------------------------------------------- | ------- | ----- | ---------- | --------- | --------- |
| Polen (ZPAV)                                                                                 | —       | —     | Platin1    | 50.000    | olis.pl   |
| Vereinigte Staaten (RIAA)                                                                    | —       | Gold1 | Platin1    | 1.500.000 | riaa.com  |
| Vereinigtes Königreich (BPI)                                                                 | Silber1 | —     | —          | 200.000   | bpi.co.uk |
| Insgesamt                                                                                    | Silber1 | Gold1 | 2× Platin2 |           |           |

## Mitwirkung in Film und Fernsehen
| Film-/Serientitel | Songtitel                 | Sendedatum       | Ref.   |
| ----------------- | ------------------------- | ---------------- | ------ |
| Batwoman          | Human                     | 13. Oktober 2019 | [ 12 ] |
| Riverdale         | Far From Home (The Raven) | 9. Mai 2018      | [ 12 ] |